# شيكو كامو
شيكو كامو (بالإنجليزية: Chico Camus؛ مواليد 26 يناير 1985) هو مُقاتل فنون قتالية مختلطة أمريكي.

## وصلات خارجية
- شيكو كامو على موقع يو إف سي (الإنجليزية)
- شيكو كامو على موقع شيردوغ (الإنجليزية)
- شيكو كامو على موقع IMDb (الإنجليزية)